# Psychoda ochra
Psychoda ochra är en tvåvingeart som beskrevs av Quate 1959. Psychoda ochra ingår i släktet Psychoda och familjen fjärilsmyggor. Inga underarter finns listade i Catalogue of Life.